# ارنست دوباک
ارنست دوباک (انگلیسی: Ernst Dubach; ۲۰ ژانویهٔ ۱۸۸۱ – ۱۴ ژانویهٔ ۱۹۸۲) دوچرخه‌سوار اهل سوئیس بود.